# Victor Emilio Ramírez
Victor Emilio Ramírez est un boxeur argentin né le 30 mars 1984 à Buenos Aires.

## Carrière
Il devient champion du monde des lourds-légers WBO par intérim le 17 janvier 2009 en battant aux points le russe précédemment invaincu Alexander Alexeev à Düsseldorf par abandon à l'appel de la 9e reprise. La WBO élève Ramírez au statut de champion à part entière quelques jours après cette victoire.
Il conserve sa ceinture le 16 mai 2009 en battant aux points par décision partagée l'azéri Ali Ismailov, mais s'incline (également aux points) le 29 août à Halle face à l'allemand Marco Huck.